# Platyzosteria parva
Platyzosteria parva är en kackerlacksart som först beskrevs av Robert Walter Campbell Shelford 1908.  Platyzosteria parva ingår i släktet Platyzosteria och familjen storkackerlackor. Inga underarter finns listade i Catalogue of Life.